# Rokuban-chō (metropolitana di Nagoya)
Rokuban-chō (六番町駅?, Rokuban-chō-eki) è una stazione della metropolitana di Nagoya situata nel quartiere di Atsuta-ku, a Nagoya, ed è servita dalla linea Meikō, la diramazione per il porto di Nagoya della linea Meijō.

## Linee
Metropolitana di Nagoya
 Linea Meikō

## Struttura
La stazione è sotterranea, e possiede due marciapiedi laterali con due binari passanti.
| 1 | Linea Meikō | per Nagoyakō                |
| 2 | Linea Meikō | per Kanayama, Sakae e Ōzone |

## Stazioni adiacenti
| «           | Servizio    | »           |
| Linea Meikō | Linea Meikō | Linea Meikō |
| ----------- | ----------- | ----------- |
| Tōkai-dōri  | -           | Hibino      |